# Tony Greig
Anthony William "Tony" Greig (* 6. Oktober 1946; † 29. Dezember 2012) war ein in Südafrika geborener englischer Cricketspieler und -kommentator. Er war ein sogenannter Batting-Allrounder, der sowohl Medium-Pace- als auch Off-Spin-Bowling beherrschte. Er war Kapitän von Sussex und zwischen 1975 und 1977 auch Kapitän der englischen Nationalmannschaft. Die Spielberechtigung für England erlangte er, ironischerweise, durch seinen schottischen Vater.
Sein jüngerer Bruder Ian Greig spielte ebenfalls Test Cricket, etliche weitere Mitglieder seines Verwandtenkreises First-Class Cricket.
Er war einer der führenden Spieler in der englischen County Championship und galt als einer der besten englischen Allrounder. Er war allerdings auch in viele Kontroversen verstrickt. So half er Kerry Packer beim Aufbau von World Series Cricket, indem er viele seiner englischen, aber auch west-indischen und pakistanischen Spielerkollegen mit ins Boot holte, was ihm die englische Kapitänswürde kostete. Sein umstrittenes Run Out gegen Alvin Kallicharran während eines Test Matches 1974 gegen die West Indies führte zu Tumulten im Stadion und er hatte häufige Auseinandersetzungen mit dem australischen Fast-Bowler Dennis Lillee auf der Ashes-Tour 1974–75 in Australien. Seine berüchtigte „I intend to make them grovel“-Bemerkung gegenüber der Mannschaft der West-Indies im Vorfeld der 1976er Tour nach England wurde sehr heftig kritisiert, insbesondere aufgrund seines südafrikanischen Hintergrunds.
Nach seiner aktiven Karriere wurde er Cricket-Kommentar und wanderte später nach Australien aus. Er litt lange Zeit an Epilepsie und wurde im Oktober 2012 mit Lungenkrebs diagnostiziert. Greig starb am 29. Dezember 2012 in Sydney, New South Wales, vermutlich durch einen Herzinfarkt.